# Émile Bouhour
Pour l’article ayant un titre homophone, voir Émile Bouhours.
Pour les articles homonymes, voir Bouhour.
Émile Bouhour , né le 2 décembre 1910 à Somain et fusillé le 18 juin 1943 à la forteresse du Mont-Valérien à Suresnes, est un résistant communiste français.

## Biographie
Émile Bouhour naît le 2 décembre 1910 au no 7 du coron de la Fabrique à Somain, dans le Nord, en France. Son père Jean-Baptiste Bouhour est mineur et sa mère Célina Coquelle est ménagère. Son frère Georges Bouhour naît également à Somain le 25 janvier 1920.
Émile Bouhour milite au parti communiste clandestin. Avec Alexandre Bisiaux et Jean-Baptiste Fiévet, il est arrêté en raison de ses activités militantes le 18 septembre 1942 par la gendarmerie française à Somain. Le gouvernement militaire en France le condamne à dix ans de travaux forcés et le déporte en Allemagne. Il est ensuite rappelé et condamné à mort pour « activité en faveur de l’ennemi » par la section spéciale qui siège à Paris.
Il est fusillé le 18 juin 1943 à 16 h 40 à la forteresse du Mont-Valérien à Suresnes avec Alexandre Bisiaux et Jean-Baptiste Fiévet. Son nom apparaît sur le monument aux fusillés du Mont-Valérien ainsi que sur le monument aux morts de Somain situé dans le cimetière communal, il est d'ailleurs inhumé dans la crypte de ce dernier monument aux côtés de son frère et d'Alexandre Bisiaux. Une rue porte son nom et celui de son frère à Somain, l'une de ses extrémités rejoint la rue Alexandre-Bisiaux. À Rieulay, la rue qui porte le nom de deux frères à l'une de ses extrémités avec la rue Jean-Baptiste-Fiévet. Le ministère des Anciens Combattants le déclare Mort pour la France

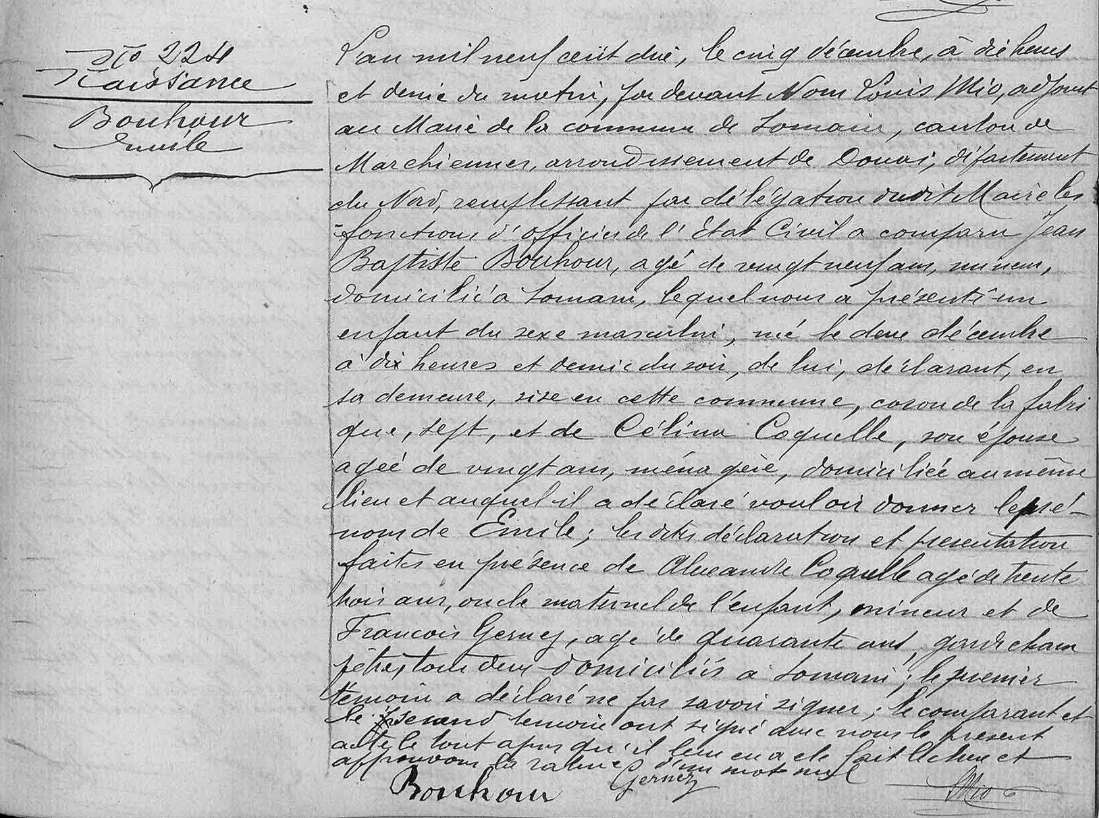
Acte de naissance d'Émile Bouhour, daté du 5 décembre 1910, né le 2, signé par Louis Mio, adjoint au maire de Somain.
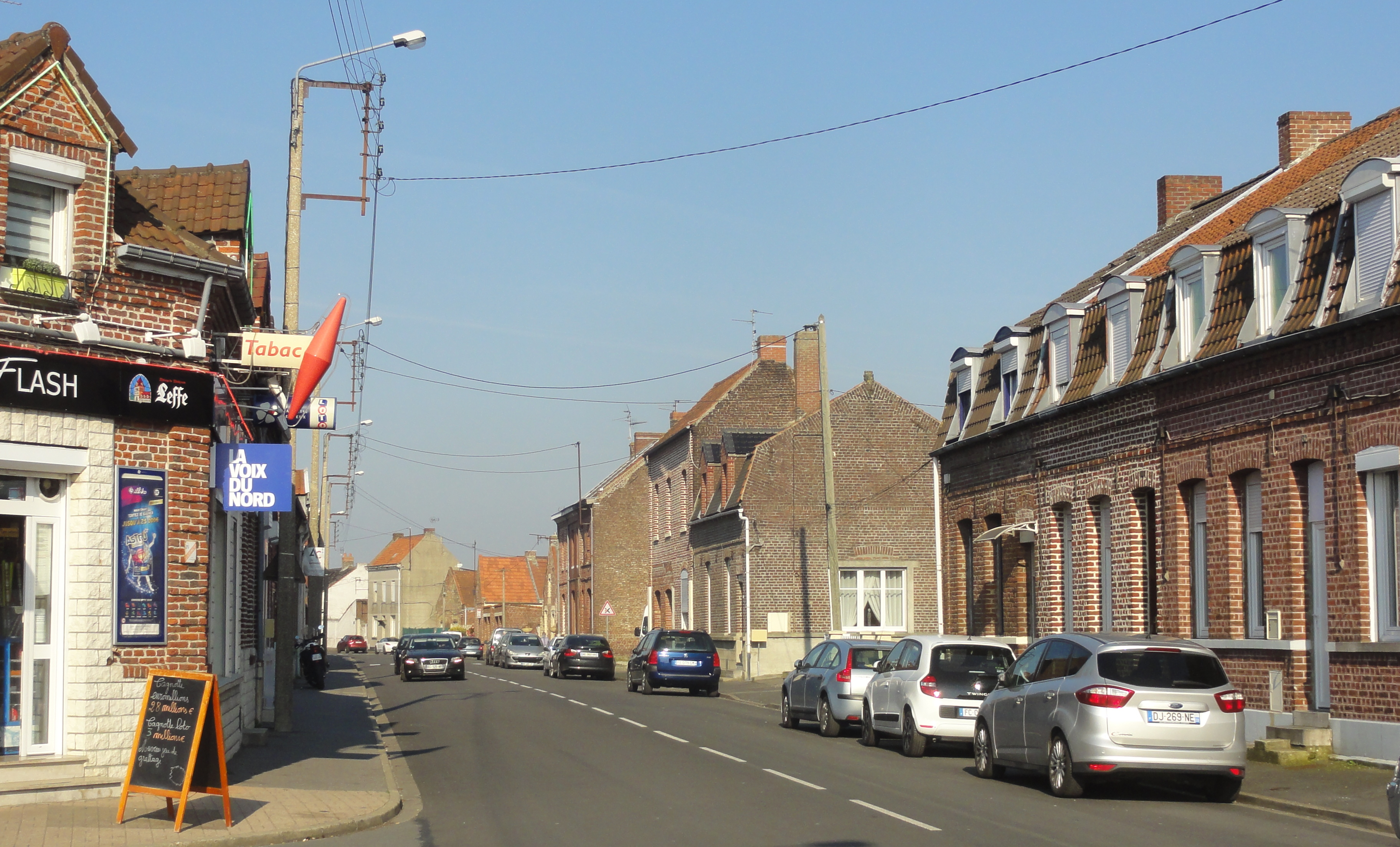
La rue des Frères-Émile-et-Georges-Bouhour de Somain en mars 2019.
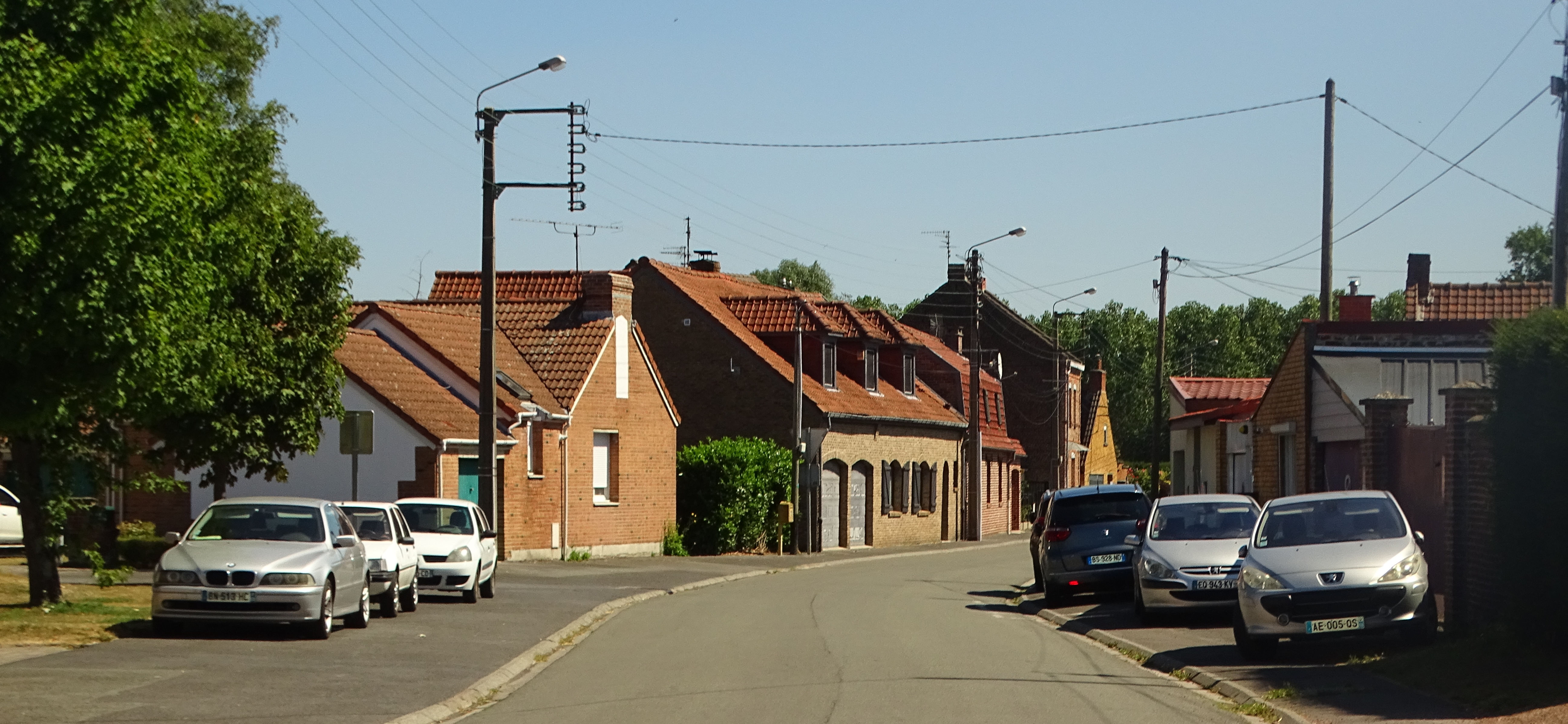
La rue des Frères-Émile-et-Georges-Bouhour de Rieulay en août 2022.
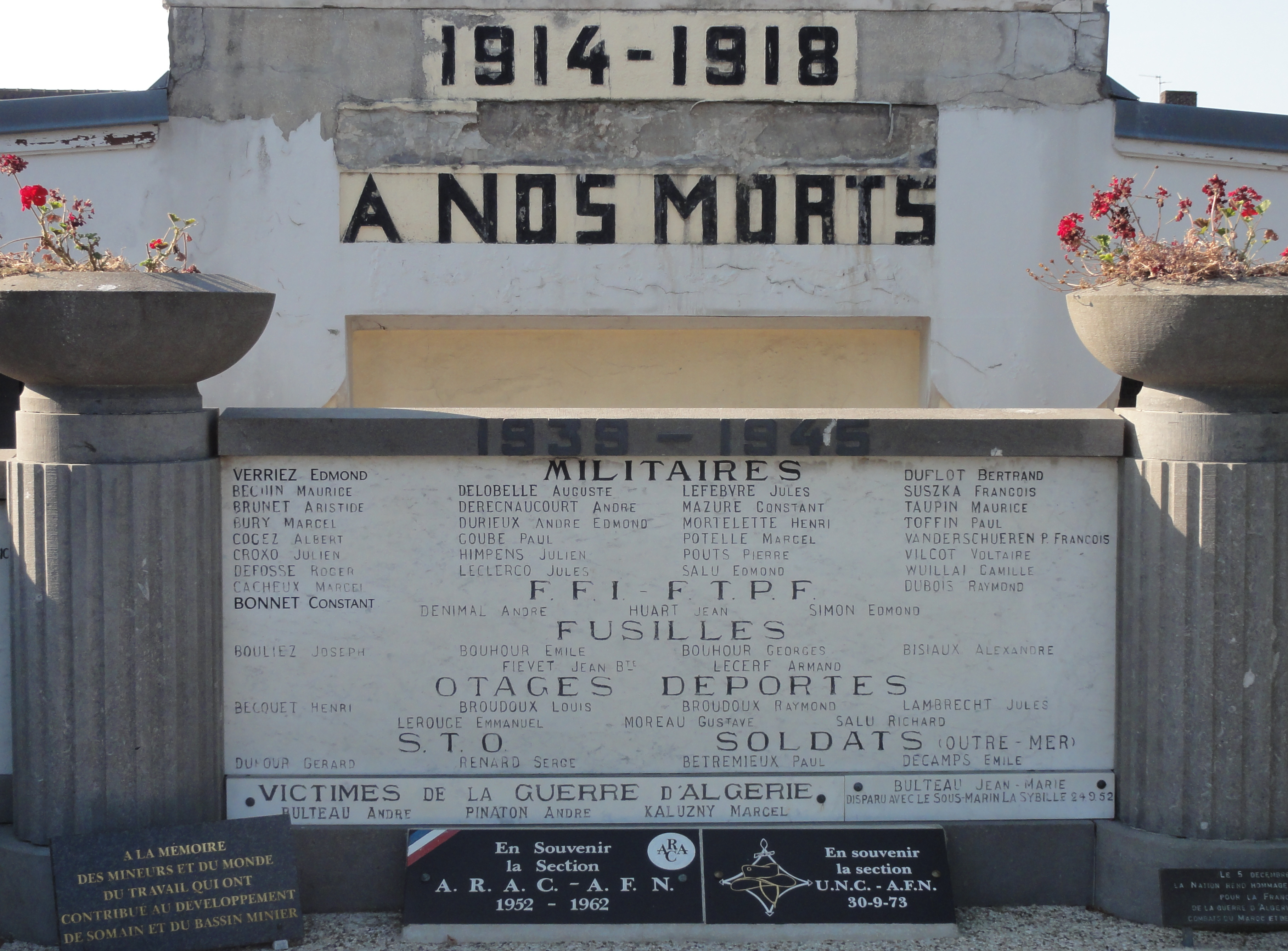
Émile Bouhour est mentionné parmi les fusillés sur le monument aux morts.